# Memory Alpha
Memory Alpha è un progetto collaborativo sul Web che si propone la realizzazione di una enciclopedia elettronica multilingue sull'universo di Star Trek.

## Origine del nome
Il nome "Memory Alpha" deriva dal nome di quello che, nell'universo di Star Trek, è il più grande database della Federazione dei Pianeti Uniti, secondo quanto risulta dall'episodio Le speranze di Zetar, della serie classica di Star Trek (terza stagione).

## Storia
Il progetto, ideato da Harry Doddema e Dan Carlson e lanciato nel dicembre 2003, utilizza il modello wiki e ha adottato il software MediaWiki. Nel gennaio 2008 Memory Alpha comprendeva oltre 26.800 voci solo nella sua versione inglese, classificandosi come uno dei progetti wiki di maggiori dimensioni. Oltre che in inglese, l'enciclopedia viene sviluppata in altre 12 lingue e rappresenta un punto di riferimento di rilievo per tutti coloro che cercano dati e informazioni su Star Trek.
I contenuti di Memory Alpha sono resi disponibili in licenza Creative Commons Attribution-Non-Commercial. Poiché questa licenza non consente l'utilizzo a fini commerciali dei contenuti, non è compatibile con la GFDL; di conseguenza, i contenuti di Memory Alpha non possono essere riportati all'interno di progetti basati su GFDL (come Wikipedia).
Il sito è rimasto popolare dal suo inizio, malgrado la sua crescita si sia rallentata in tempi recenti. Per esempio, costituiva il progetto più grande ospitato da Wikia fino all'ottobre del 2005, quando fu superato per numero di voci da Wookieepedia e Uncyclopedia. Nel gennaio 2008 aveva approssimativamente 1300 utenti registrati (80 dei quali attivi) e 17 milioni di pagine viste dal suo spostamento su Wikia. A febbraio 2006 riceveva circa la metà delle visite del sito web ufficiale di Star Trek secondo Alexa.

## Influenze culturali
Memory Alpha ha influenzato la progettazione di altre wikicities dedicate all'informazione sulle serie televisive, tra cui The X-Files Wiki e il 24 Wiki. È una risorsa utilizzata dai giornalisti per i temi relativi a Star Trek.